# San Andrés Lagunas
San Andrés Lagunas är en kommun i Mexiko.   Den ligger i delstaten Oaxaca, i den sydöstra delen av landet, 270 km sydost om huvudstaden Mexico City.